# 迈达斯巨蜣螂
迈达斯巨蜣螂（学名：Heliocopris midas），一种分布于巴基斯坦、印度以及中国等地区的蜣螂，隶属于金龟子科巨蜣螂属。本种最早由丹麦昆虫学家约翰·克里斯蒂安·法布里丘斯于1775年发表。